# Гросенлидер
Гросенлидер (њем. Großenlüder) општина је у њемачкој савезној држави Хесен. Једно је од 23 општинска средишта округа Фулда. Према процјени из 2010. у општини је живјело 8.590 становника. Посједује регионалну шифру (AGS) 6631011.

## Географски и демографски подаци
Гросенлидер се налази у савезној држави Хесен у округу Фулда. Општина се налази на надморској висини од 251 метра. Површина општине износи 73,9 km². У самом мјесту је, према процјени из 2010. године, живјело 8.590 становника. Просјечна густина становништва износи 116 становника/km².

## Међународна сарадња
| Мјесто        | Држава   | Врста сарадње | Од    |
| ------------- | -------- | ------------- | ----- |
| Виндишгарстен | Аустрија | партнерство   | 1973. |
| Извор         |          |               |       |